# Умозаключение
Умозаключение – при него от едно или няколко съждения, спазвайки определени правила, извеждаме ново знание.

## Структура на умозаключението
Умозаключението съдържа три елемента: предпоставки, извод, правила.
- Предпоставки се наричат съжденията, съдържащи изходно знание.

- Извод се нарича съждението, съдържащо изводното ново знание.

- Правила – те зависят от вида на умозаключението, от неговата истинност и правилност.

Умозаключението е разсъждение, в хода на което преходът от предпоставките към заключението винаги се извършва по някое правило на логиката (правило на извода).
Установяването на структурата на умозаключението става с отделяне на неговите предпоставки и заключения, като се образува логически анализ на умозаключението.

## Основни форми на умозаключението
Формите биват индуктивни, дедуктивни и традуктивни.
Индуктивните умозаключения се наричат знание, при което нашето мислене се води от по-ниска степен на общност към по-висока степен на общност.
Дедуктивните умозаключения се наричат знание, при което нашето мислене се води от по-висока степен на общност към по-ниска степен степен на общност. Непостредствено дедуктивно умозаключение е умозаключение, при което изводът се прави от една-единствена предпоставка. Опосредствено дедуктивно умозаключение е това умозаключение, при което изводът се прави от две или повече предпоставки.
Традуктивни умозаключения се различават от другите два вида с това, че при тях няма промяна в степента на общност.